# National Film and Sound Archive
Das National Film and Sound Archive (NFSA) in Canberra ist das für Australien zuständige Film- und Schallarchiv. Es ist verantwortlich für die Entwicklung, Erhaltung, Pflege, Förderung und den Zugang zu Film-, Fernseh-, Rundfunk- und Tonaufnahmen, Videospielen, neuen Medien sowie damit zusammenhängenden Dokumenten und Artefakten. Die Sammlung reicht von Werken aus dem späten 19. Jahrhundert bis hin zu solchen aus der Gegenwart. Das systematische Sammeln begann im Jahr 1935. Seit 1984 ist das NSFA eine eigenständige kulturelle Organisation. Die Institution ist Mitglied der Internationalen Vereinigung der Schall- und audiovisuellen Archive.

## Geschichte
Die Vorgängerinstitution des NFSA war die im Jahr 1935 gegründete National Historical Film and Speaking Record Library. Ihre Gründung erfolgte am 11. Dezember 1935 durch einen Kabinettsbeschluss. Nachdem die Sammlung fast 50 Jahre lang Teil der National Library of Australia bzw. ihrer Vorgänger gewesen war, teilte Innenminister Barry Cohen am 5. April 1984 dem Parlament mit, dass die NSFA als eigenständige, von der Nationalbibliothek getrennte Institution gegründet wird. Diese Ankündigung trat umgehend in Kraft. Sechs Monate später bezog die NSFA das Gebäude des Australischen Instituts für Anatomie auf dem Gelände der Australian National University. Das Gebäude in einem stark vereinfachten und modernisierten neoklassizistischen Stil war 1931 erbaut worden, um die anatomische Sammlung von Professor William Colin Mackenzie zu beherbergen. Ursprünglich war das Gebäude U-förmig; 1999 verband man die Seitenflügel durch einen stilgerechten hinteren Quertrakt.

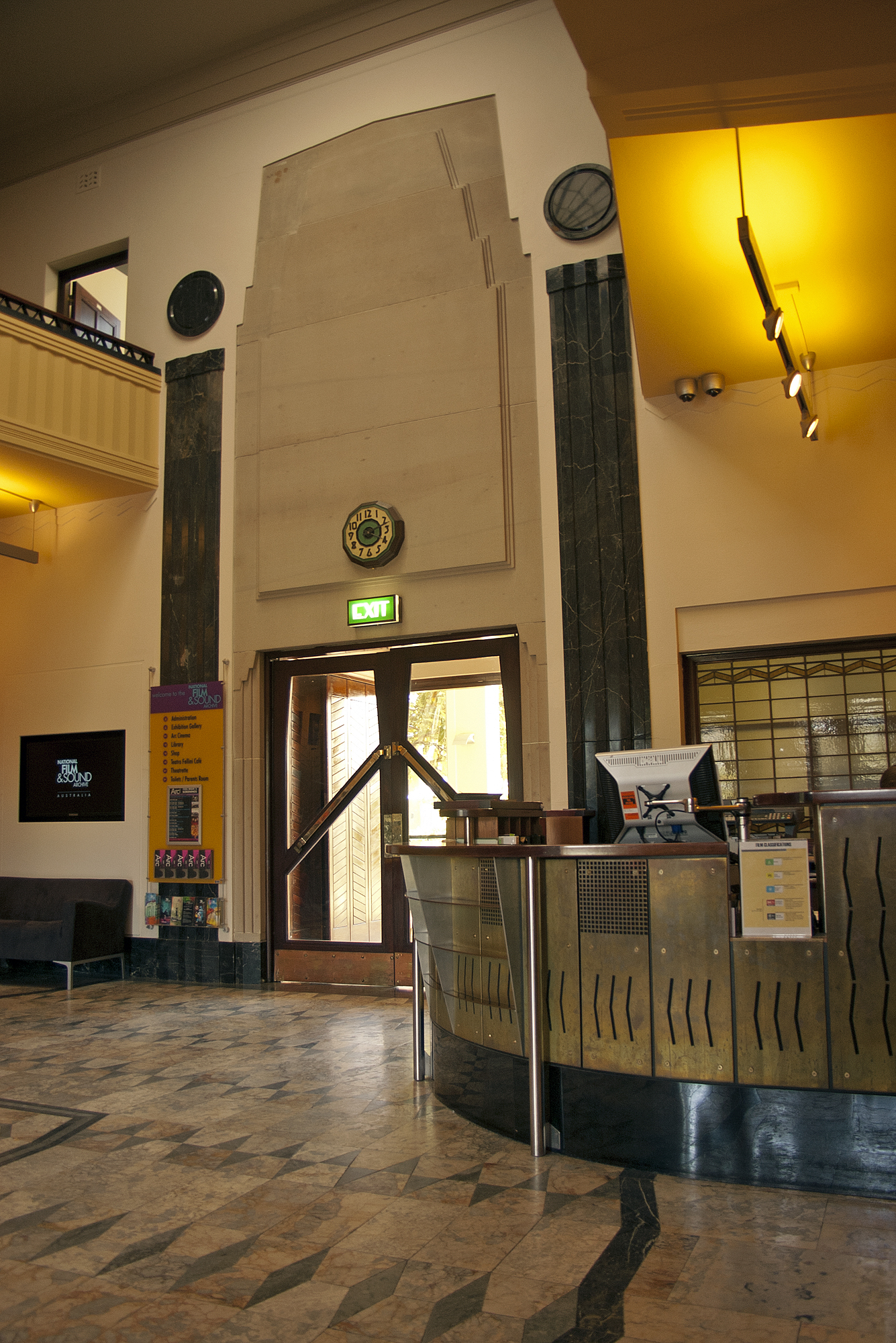
Eingangshalle

Im Juni 1999 wurde der Name in ScreenSound Australia, The National Collection of Screen and Sound. Anfang 2000 folgte eine weitere Umbenennung in ScreenSound Australia, National Screen and Sound Archive. Schließlich kehrte die Institution im Dezember 2004 zu ihrem ursprünglichen Namen, National Film and Sound Archive, zurück. Nach den Wahlen im November 2007 setzte die neue Labor-Regierung ein Wahlversprechen um, das es dem NFSA erlaubte, eine Körperschaft des öffentlichen Rechts zu werden, ähnlich wie die National Library of Australia, die National Gallery of Australia und das National Museum of Australia. Das entsprechende Gesetz trat am 1. Juli 2008 in Kraft.

## Sammlung
Die Sammlung des NSFA umfasst mehr als drei Millionen Objekte aus den Bereichen Ton, Radio, Fernsehen, Film, Videospiele und neue Medien. Neben Schallplatten, Filmen, Videos, Tonbändern, Phonographenzylindern und Drahtaufnahmen umfasst die Sammlung auch Begleitdokumente und Artefakte wie persönliche Papiere und Organisationsunterlagen, Fotos, Plakate, Aushangbilder, Werbung, Drehbücher, Kostüme, Requisiten, Erinnerungsstücke sowie Ton-, Video- und Filmausrüstung. Zu den Beständen gehören unter anderem:
- Cinesound Movietone Australian Newsreel Collection: Umfassende Sammlung von 4000 Wochenschauen und Dokumentarfilmen, die Nachrichtenberichte über alle wichtigen Ereignisse in der australischen Geschichte, Sportereignisse und Unterhaltung von 1929 bis 1975 umfassen. 2003 in das Weltdokumentenerbe aufgenommen.
- The Story of the Kelly Gang, 1906 unter der Regie von Charles Tait gedreht, ist der erste abendfüllende erzählende Spielfilm der Welt. 2007 in das Weltdokumentenerbe aufgenommen.
- Die früheste erhaltene australische Tonaufnahme, The Hen Convention, ein Lied des Sängers John James Villiers mit Klavierbegleitung, aufgenommen 1896 von Thomas Rome.
- Patineur Grotesque, der früheste erhaltene in Australien gedrehte Film.  Aufnahme eines Mannes, der 1896 im Prince Alfred Park in Sydney vor einer Menschenmenge auf Rollschuhen auftrat.
- Originalkostüme australischer Spielfilme wie zum Beispiel Priscilla – Königin der Wüste, Muriels Hochzeit und Picknick am Valentinstag.